# RUNNet
RUNNet (Russian UNiversity Network) — общероссийская научная и образовательная компьютерная сеть. Является основой телекоммуникационной инфраструктуры единой образовательной информационной среды.
Основная задача RUNNet — формирование единого информационного пространства сферы образования России и его интеграция в мировое научное сообщество.

## История

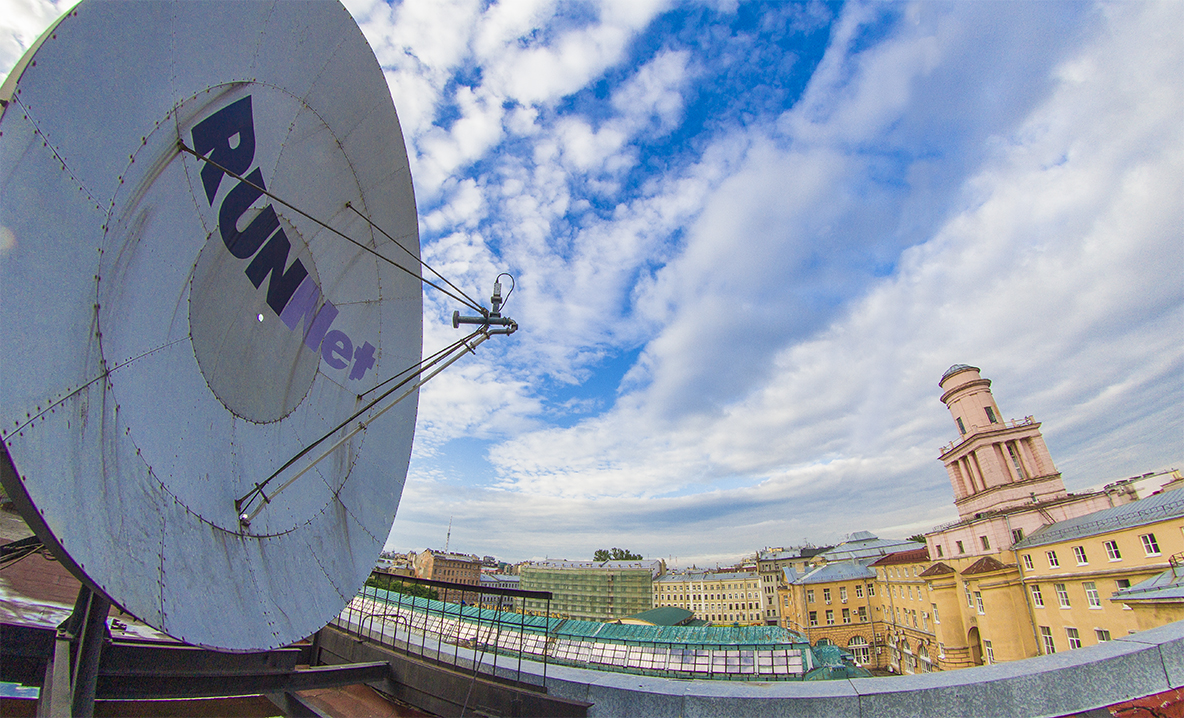
Спутниковая тарелка RUNNet Университета ИТМО на Кронверкским проспекте

Сеть RUNNet была создана в 1994 году в рамках государственной программы «Университеты России» как IP-сеть, объединяющая региональные сети, а также сети крупных научно-образовательных учреждений.

## Пользователи
Пользователями RUNNet являются более чем 400 университетов и других крупных образовательных и научно-исследовательских учреждений, подключенных либо непосредственно на опорную сеть RUNNet, либо через региональные научно-образовательные сети.
В число пользователей RUNNet входят такие крупные научно-образовательные сети как RBnet, FREEnet, RUHEP/Radio-MSU, RELARN-IP, сети Московского, Санкт-Петербургского государственных университетов, Пермского национального исследовательского политехнического университета.